# جبار كرياجديوغلو
جبار مشادي إسماعيل أوغلو كرياجديوغلو يشتهر أيضا بلقب «جبار رياجديوغلو» (بالأذرية: Cabbar Qaryağdıoğlu) - هو مطرب ومغني أذربيجاني معرف فنياً وشعبياً، فنان الشعب في جمهورية أذربيجان الاشتراكية السوفيتية (1935). 

## حياته ومشواره المهني
ولد جبار كرياجديوغلو بمقاطعة سييدلي بمدينة شوشا في 31 مارس لعام 1861. جبار كرياجديوغلو وليس فقط في أذربيجان والقوقاز وحتى أصبح معروفًا أيضًا خارج القوقاز، ويعتبر من أهم الشخصيات للفن الأذربيجاني.
يسمى كرياجديوغلو، مطرب عظيم وأيقونة للأغاني الشعبية الأذربيجانية في الموسوعة السوفيتية العظمى.
سيرغي يسينين، فيودورشاليابين، عزير حاجبايوف، بولبول كانو مفتونًا بفنه.
جبار كرياجديوغلو هو أحد من مؤسسين أكاديمية باكو للموسيقى.
في 1906 وقعوا اداء  ليلى و مجنون على المسرح، فلعب دور «مجنون» جبار نفسه.
في 30 مايو لعام 1934، حصل جبار كرياجديوغلو البالغ من العمر 74 عامًا، على المركز الأول عن أدائه المتميز في أولمبياد جنوب القوقاز في تبليسي تقديراً للفن والنظافة المتميزين، وحاز أيضًا على وسام الدرجة الأولى للجنة التنفيذية المركزية لشرق القوقاز.
في 31 مايو، لعام 1936 تم الاحتفال بالذكرى الخامسة والسبعين لجبار جارياجديوغلو في مسرح الدراما الأكاديمي الحكومي أذربيجاني.
تم منح جبار جارياجديوغلو باسم فنان الشعب قي جمهورية أذربيجان الاشتراكية السوفيتية بقرار من مجلس مفوضي الشعب الأذربيجاني.
في 31 مايو، لعام 1936 تم منح بوسم «شرف» على الخدمات الخالدة في تطوير ثقافتنا الموسيقية.
توفي جبار جارياجديوغلو في 20 أبريل، عام 1944 في باكو، من عمره 83 سنة.

## معرض صور

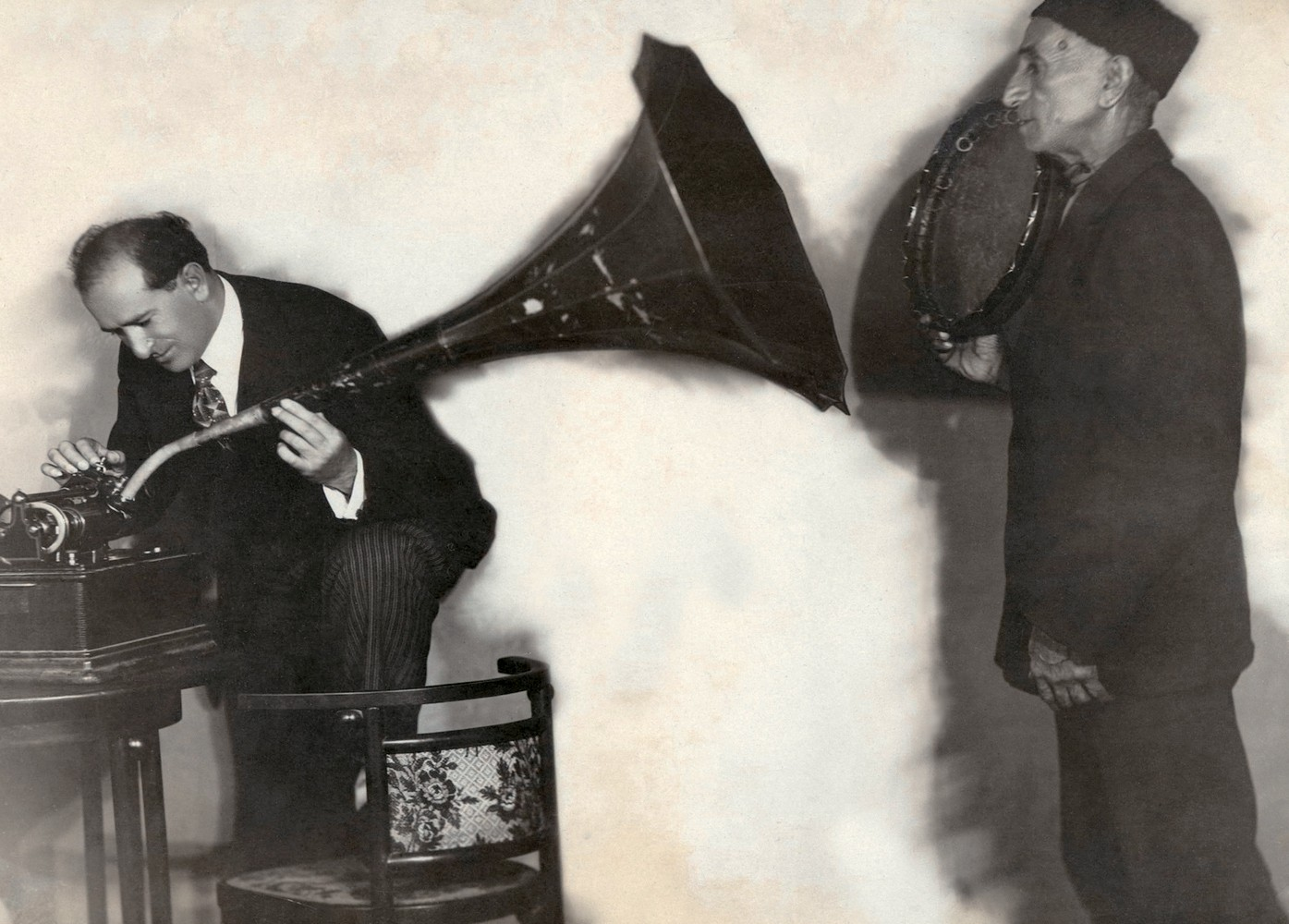
جبار كرياجديوغلو و بولبول
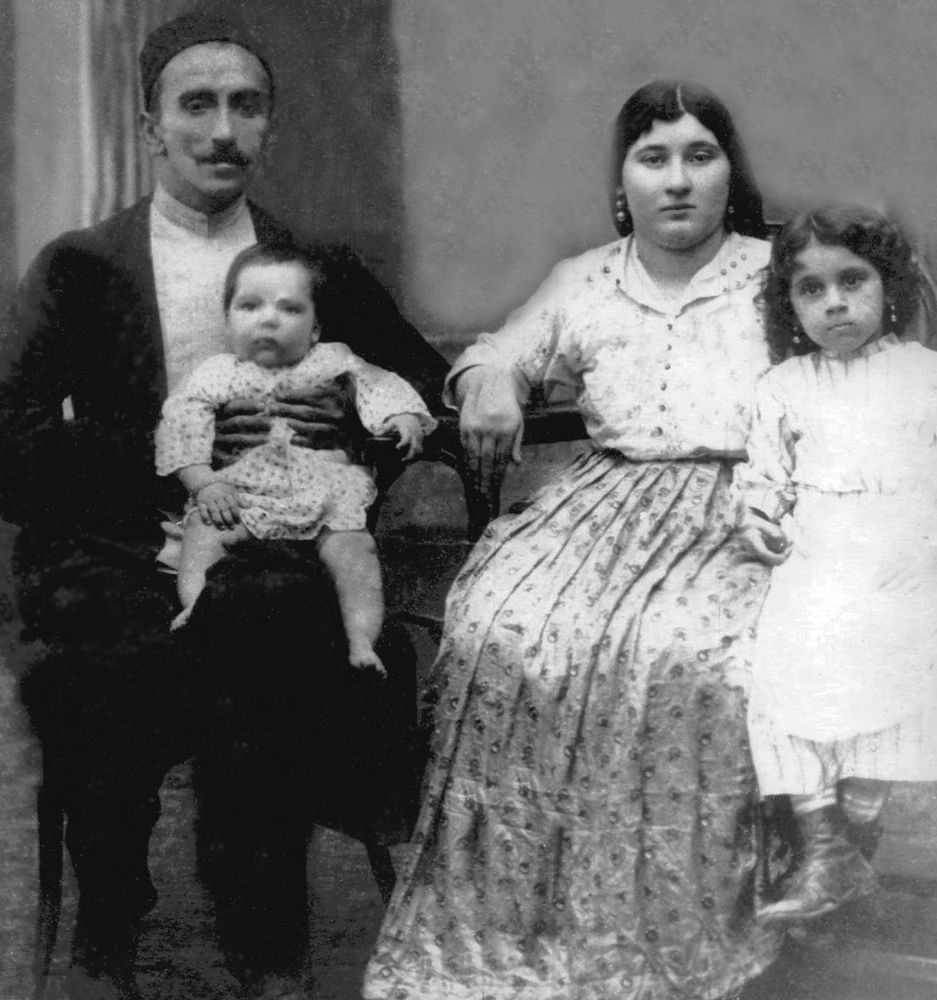
جبار كرياجديوغلو مع عائلته
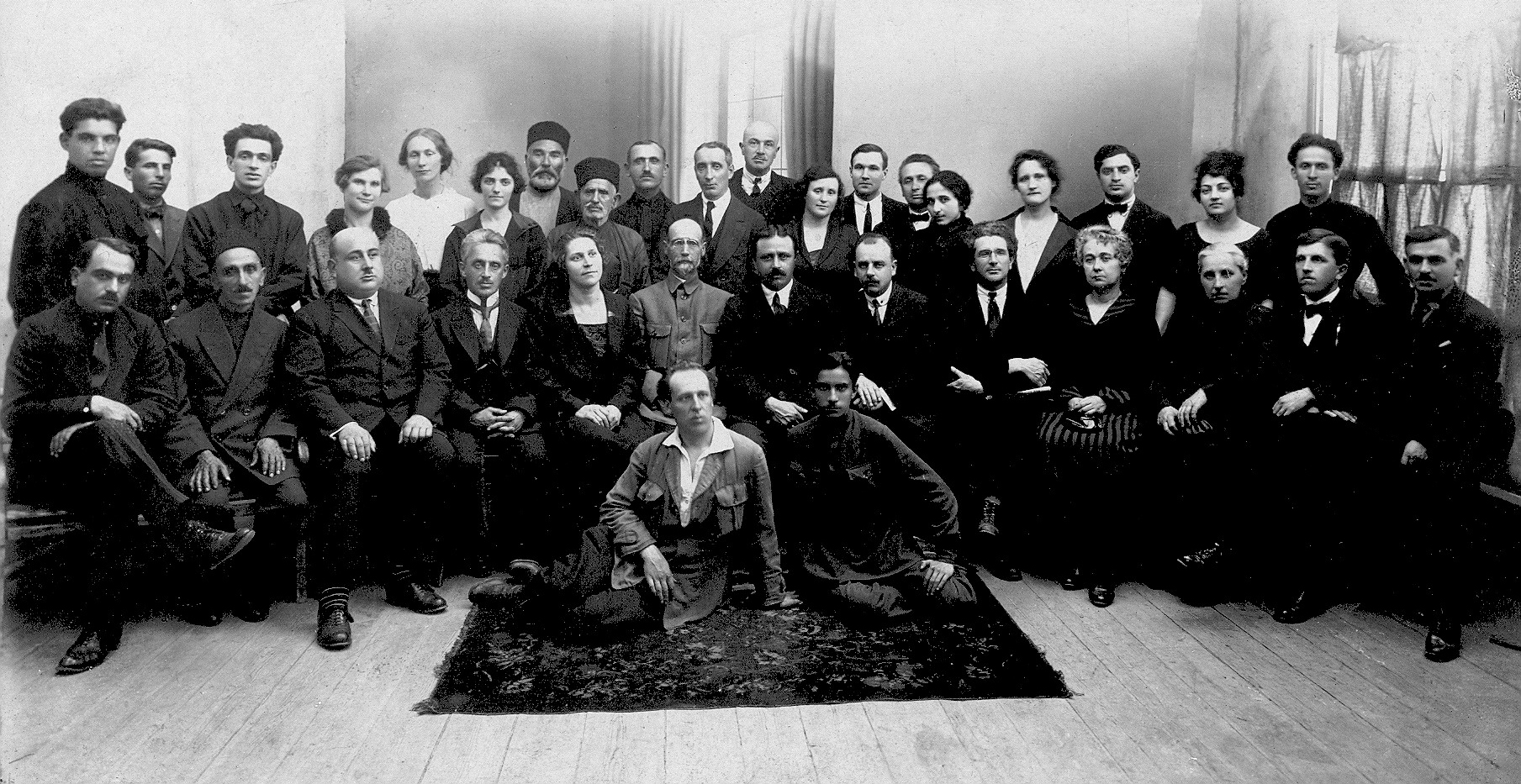
أكاديمية باكو للموسيقى، عام 1923
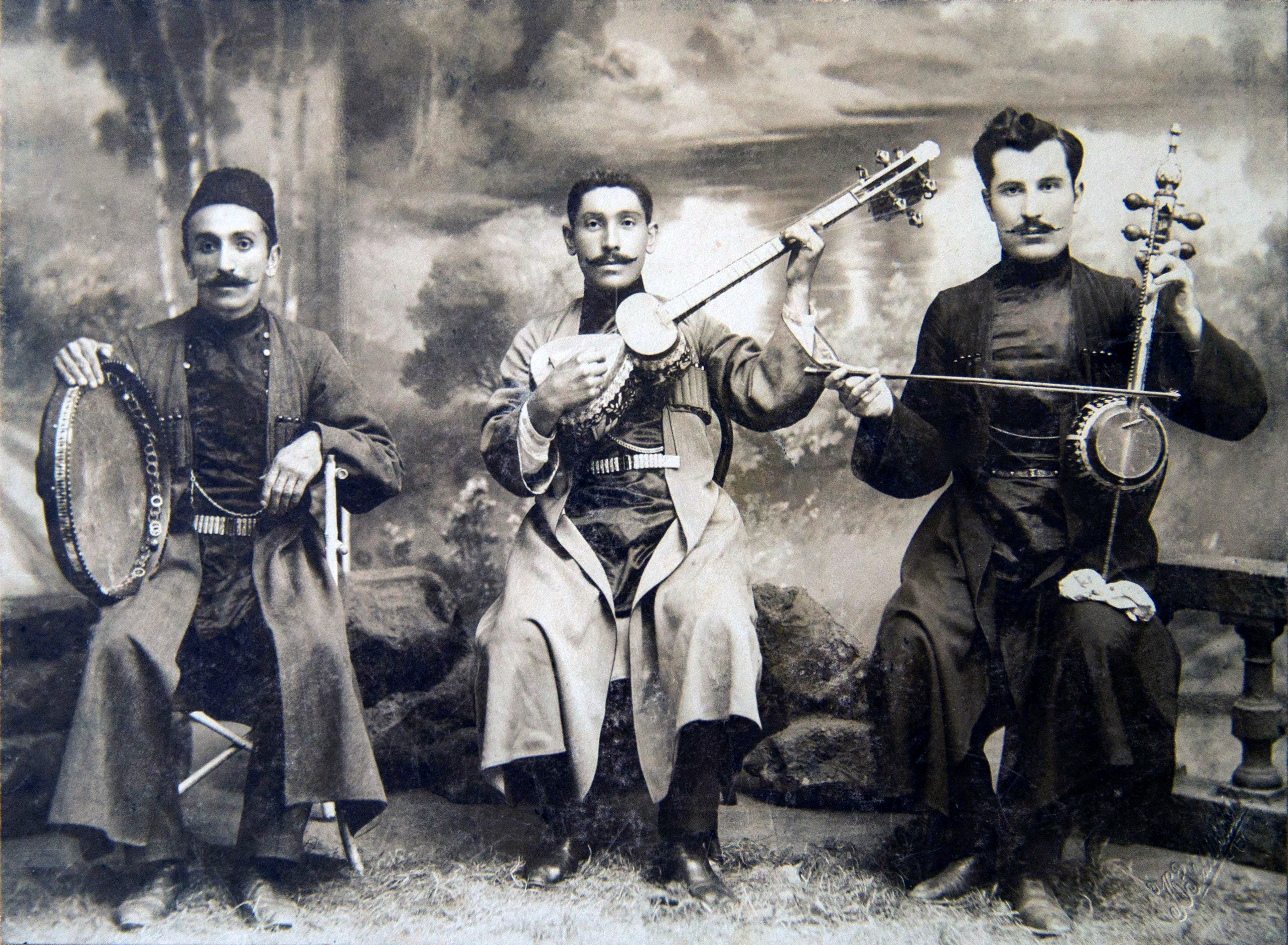
الثلاثي مقام، أول في اليسار جبار كرياجديوغلو
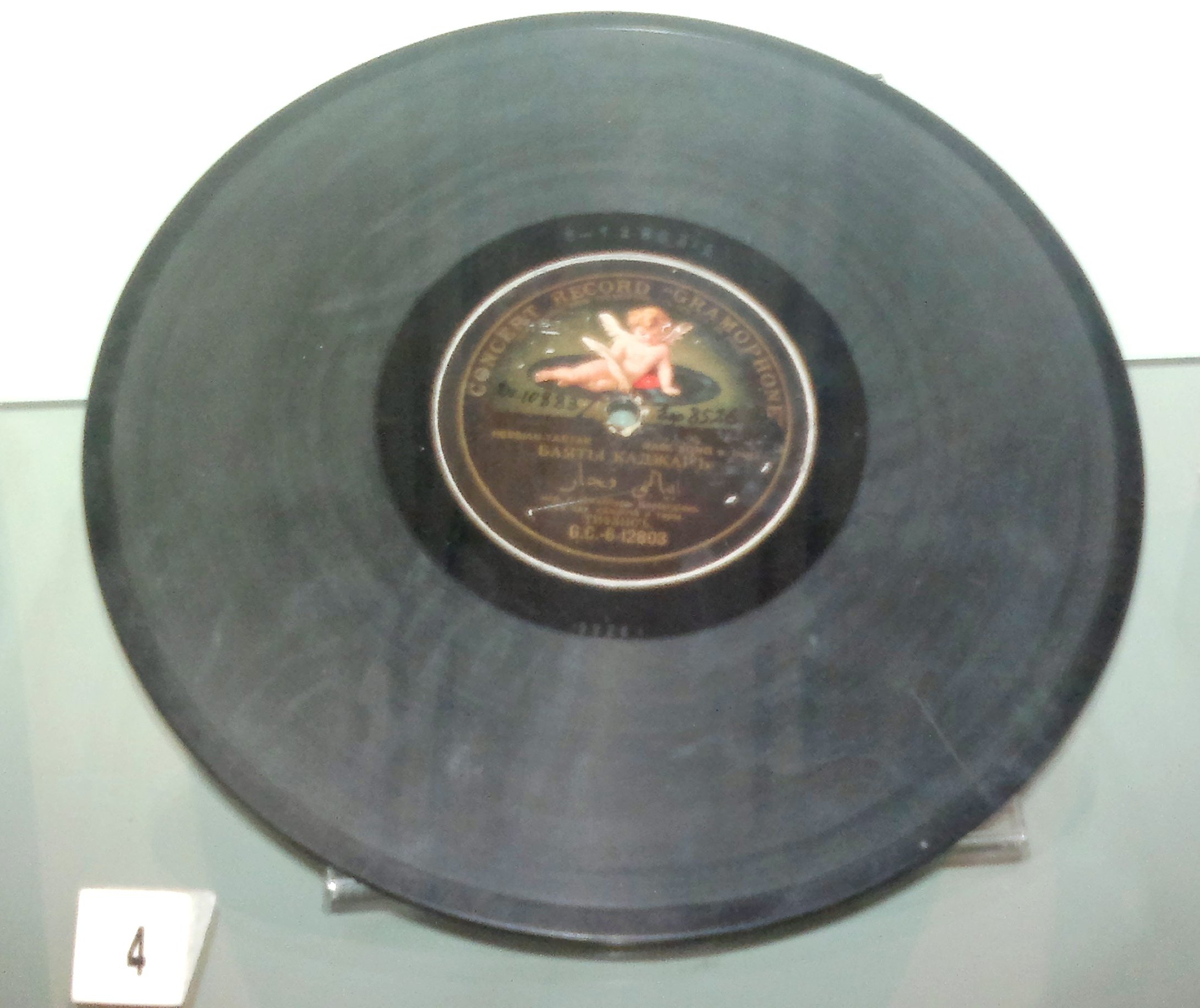
مقام باياتي جبار جارياجديوغلو